# Hagia Sophia
Hagia Sophia (gr. Ἁγία Σοφία, Hagía Sophía; tur. Ayasofya) – meczet w Stambule, a w przeszłości kolejno świątynia chrześcijańska, meczet i muzeum. Uważana za najważniejsze dzieło architektury bizantyńskiej.
Pierwotnie budynek powstał jako kościół Mądrości Bożej (zwany też Wielkim Kościołem). Była świątynią najwyższej rangi w Cesarstwie Bizantyńskim, katedra patriarsza oraz miejsce modłów i koronacji cesarzy bizantyjskich, na przestrzeni wieków niedościgniony wzór świątyni doskonałej i niemal symbol Kościoła bizantyńskiego. Ufundowana przez Justyniana I Wielkiego, w obecnym kształcie powstawała w okresie od 23 lutego 532 do 27 grudnia 537. Po zdobyciu Konstantynopola przez Turków w 1453 została zamieniona na meczet (wtedy dobudowano minarety). Świątynię miał przyćmić wybudowany w XVII wieku Błękitny Meczet.
Od 1934 do lipca 2020 świątynia pełniła rolę muzeum. Po decyzji sądu administracyjnego Turcji unieważniającego dekret z 1934 i decyzji prezydenta Recepa Tayyipa Erdoğana została ponownie zamieniona w meczet. Do końca 2023 roku była dostępna dla zwiedzających za darmo. Od stycznia 2024 wstęp dla zwiedzających jest płatny i dostępna jest dla nich tylko galeria na piętrze. Parter jest dostępny jedynie dla wyznawców islamu. Tym samym jest to jedyny meczet w Stambule pobierający opłatę za zwiedzanie.

## Historia

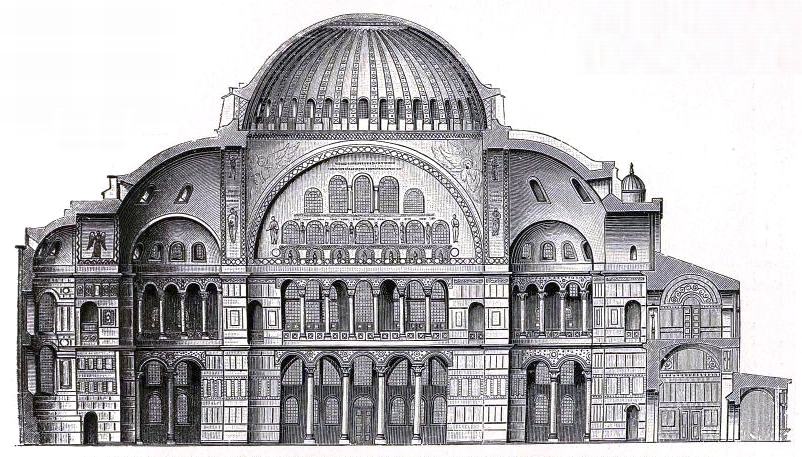
Szkicowy przekrój

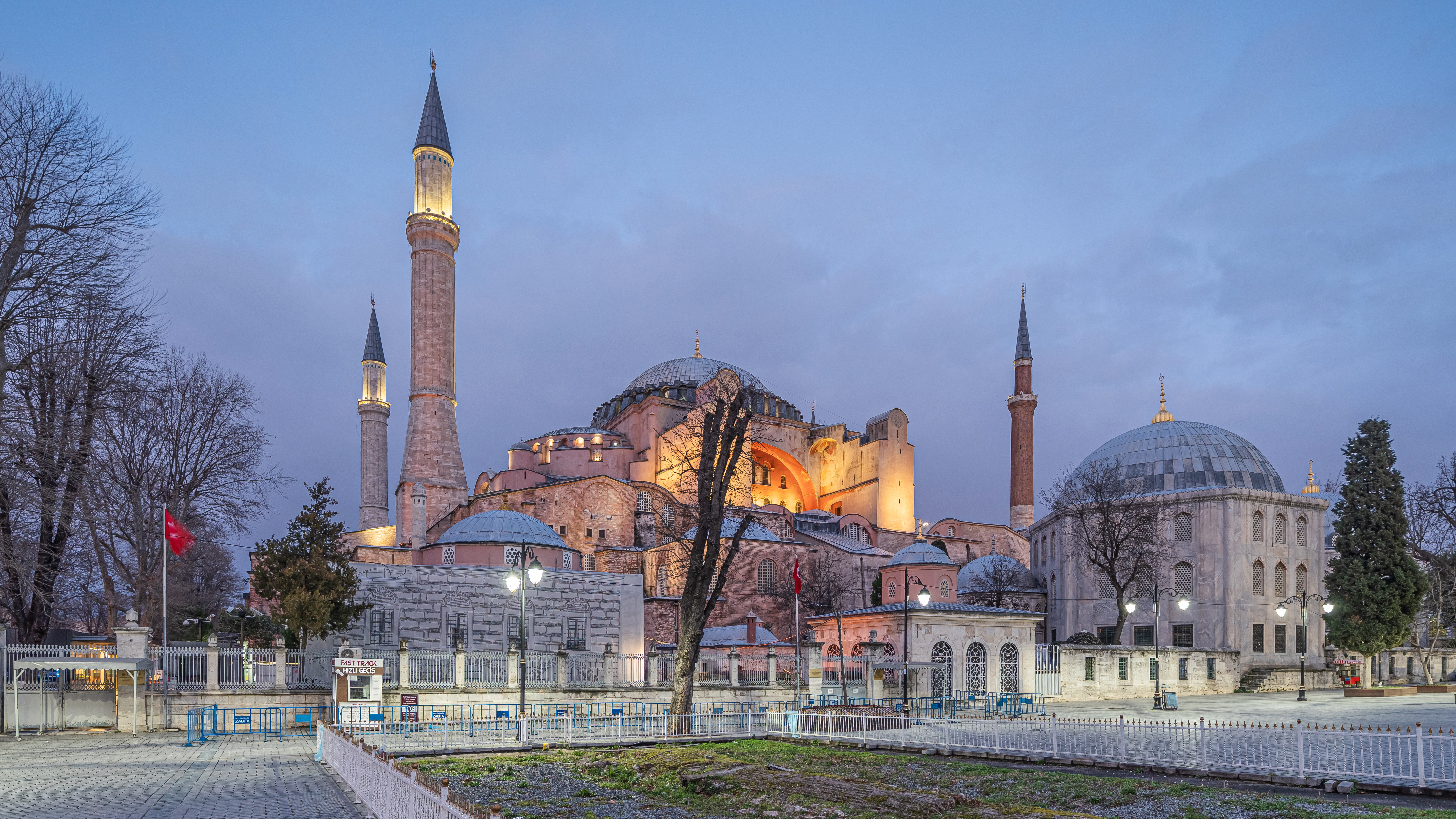
Hagia Sophia nocą

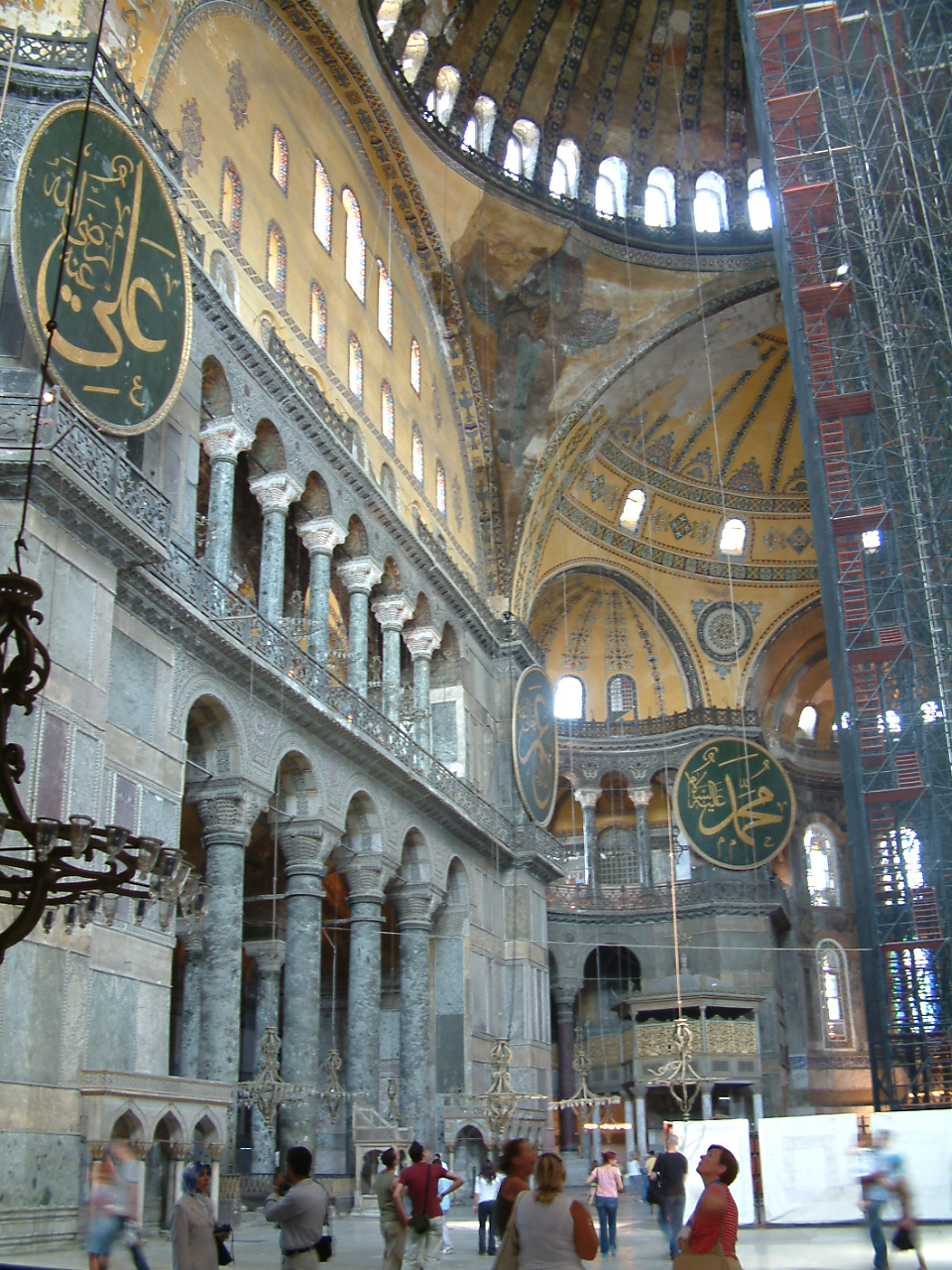
Nawa główna

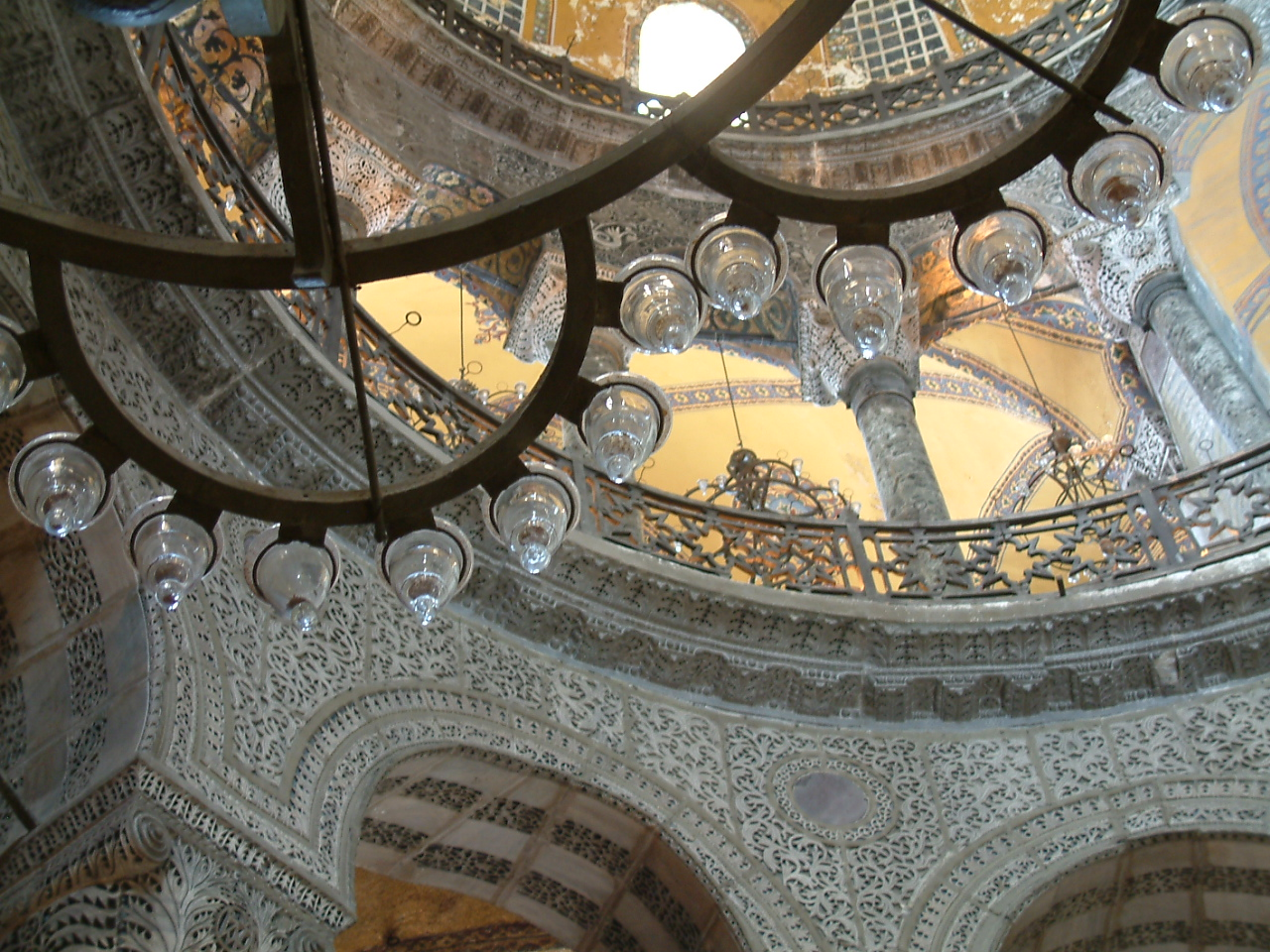
Muzułmańskie żyrandole z lampkami do składania życzeń

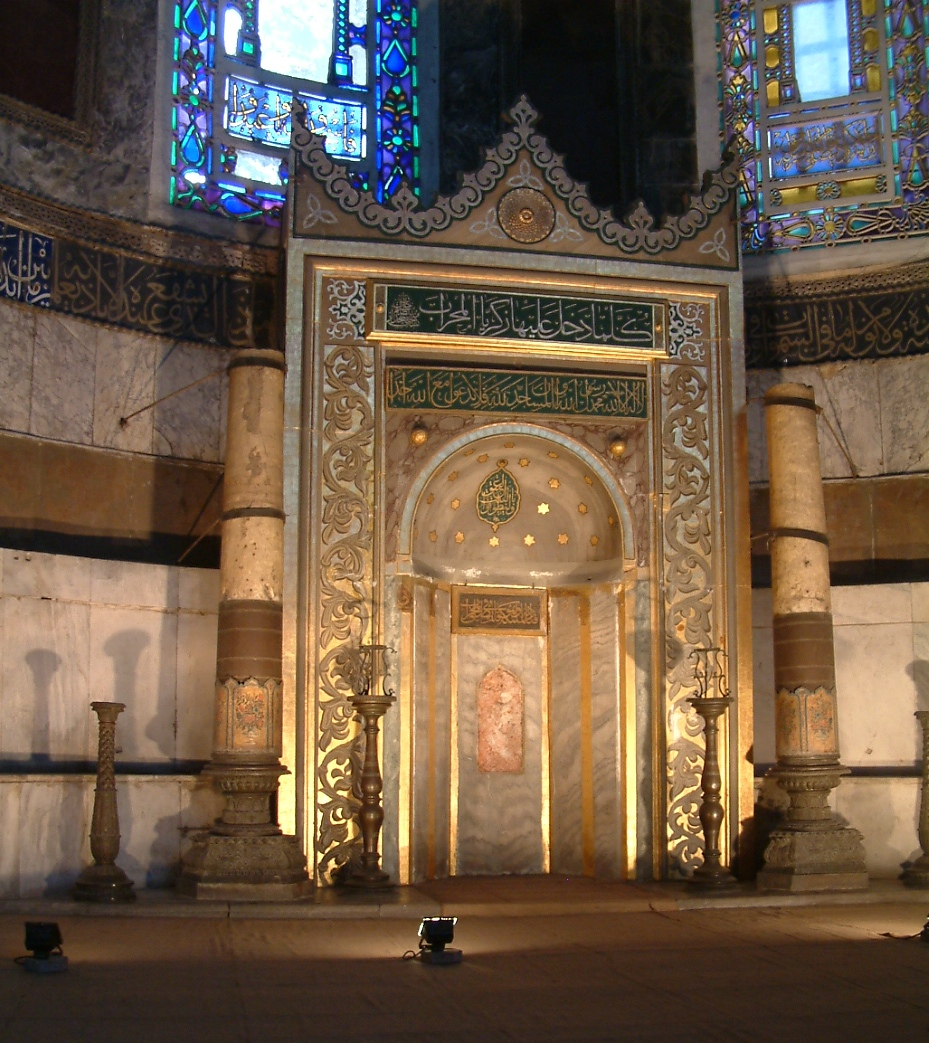
Mihrab w miejscu dawnego ołtarza

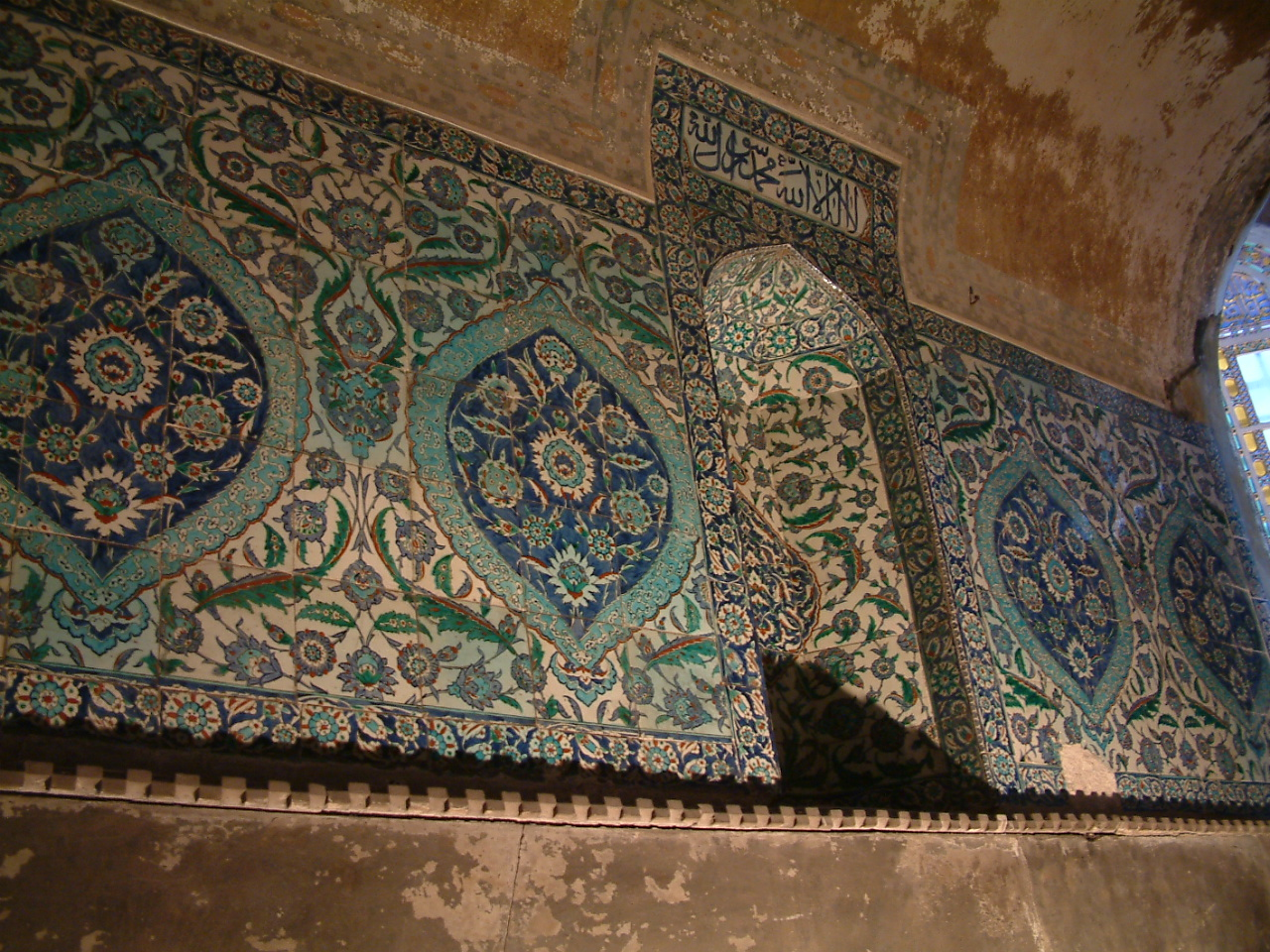
Ornament wewnątrz

Budowa pierwszego kościoła w formie bazyliki o drewnianym stropie została rozpoczęta już podczas panowania Konstantyna Wielkiego, w 326, i zakończona w 360 przez jego syna Konstancjusza II. Po zamieszkach w 404 kościół spłonął i został odbudowany w 415, podczas panowania Teodozjusza II. Świątynia znów została zniszczona 15 stycznia 532 podczas rewolty Nika. W tym samym roku Justynian I Wielki polecił inżynierowi i matematykowi Antemiuszowi z Tralles i architektowi Izydorowi z Miletu rozpocząć odbudowę. Według Prokopiusza z Cezarei cesarz brał czynny udział w planowaniu kościoła i rozwiązywaniu detali architektonicznych. Jak mówi legenda, cesarz czerpał inspiracje z rozmów prowadzonych z aniołem, zaś otwierając kościół w 537 miał powiedzieć: „Salomonie! Prześcignąłem Cię!” (Νενίκηκά σε Σολομών! – Nenikeka se Solomon!) – jednak według Anny Różyckiej-Bryzek słowa te przypisano cesarzowi dopiero w IX wieku.
W 558 kopuła kościoła zapadła się podczas trzęsienia ziemi, następnie zaś kościół wielokrotnie płonął, ale za każdym razem szybko go remontowano. Kolejnym ważnym wydarzeniem w historii Hagii Sophii był okres ikonoklazmu, gdy – począwszy od 726 – z polecenia Leona III niszczono wizerunki Jezusa Chrystusa, Marii z Nazaretu i świętych. Okres ten zakończyła na dobre w 843 cesarzowa Teodora, wdowa po Teofilu, będąca wówczas regentką w imieniu syna, Michała III.
W 989 kopuła świątyni została po raz ostatni zburzona przez trzęsienie ziemi. Budowę nowej kopuły, zakończoną w 991, przeprowadził ormiański architekt Trdat.
Kościół został ograbiony i zbezczeszczony w 1204 przez rycerstwo zachodnie podczas IV krucjaty. Do odzyskania Konstantynopola w 1261, za panowania Michała VIII Paleologa, kościół służył katolikom.
Ostatnie nabożeństwo odbyło się 28 maja 1453, brali w nim udział zarówno prawosławni, jak i katoliccy obrońcy Konstantynopola. Tamten pamiętny wieczór tak opisuje Donald M. Nicol:

(...) Gdy zaczął zapadać wieczór, ludzie instynktownie udali się do kościoła Mądrości Bożej. Żołnierze trwali na swych posterunkach wzdłuż murów. Reszta, wszystko jedno – Grecy czy łacinnicy, tłoczyła się w wielkiej świątyni, zanosząc modły o oswobodzenie. Wspólny strach i niebezpieczeństwo sprawiły większy cud niż wszystkie sobory razem wzięte. Prawosławni biskupi, księża i mnisi, którzy zarzekali się głośno, że noga ich nie postanie w katedrze, póki nie oczyści się jej z rzymskiego skażenia, teraz podeszli do ołtarza, by połączyć się z katolickimi braćmi we wspólnej liturgii. Wśród celebransów znalazł się kardynał Izydor, którego wielu wiernych uważało za zdrajcę i heretyka.(...)

W 1453 Turcy osmańscy zdobyli miasto, a sułtan Mehmed II zaraz po jego opanowaniu wydał rozkaz, aby Hagię Sophię natychmiast przekształcono w meczet. To do niej udał się na pierwszą piątkową modlitwę po zdobyciu miasta. Turcy dokonali konserwacji i napraw nadwerężonej konstrukcji, m.in. poprzez budowę dodatkowych przypór oraz rozpoczęli przystosowanie jej do funkcji meczetu. Wśród zmian należy wymienić zakrycie części chrześcijańskich mozaik, z wyjątkiem Matki Boskiej w apsydzie i serafinów w pendentywach, wyłożenie posadzki dywanami i budowę mihrabu, drewnianego minaretu i minbaru. Dwa serafiny w pendentywach pozostały odkryte, ich twarze zakryto jednak metalowymi osłonami w kształcie gwiazd, a dwa pozostałe odtworzono jeszcze w okresie osmańskim, jednak w formie fresków. Po osmańskim podboju wiele mozaik pozostało odsłoniętych i widocznych do XVIII wieku, a niektóre mozaiki mogły być zakryte na rozkaz sułtanów, chcących chronić je przed ortodoksyjnymi muzułmanami.
W XVI wieku kolejnych przeróbek dokonał architekt Mimar Sinan, który wzmocnił konstrukcję kopuły i zbudował murowane minarety, które oprócz funkcji religijnej miały także wzmacniać konstrukcję budynku. Na przestrzeni wieków kompleks świątynny rozbudowywano i ozdabiano, dodając elementy takie jak biblioteka, loża sułtańska, medaliony z kaligrafowanymi imionami Mahometa i kalifów, mauzolea sułtanów, medresa, fontanna do ablucji czy brązowe lampy po obu stronach mihrabu (prezent Sulejmana Wspaniałego). Hellenistyczne marmurowe sześciany przy głównym wejściu zostały natomiast sprowadzone z Pergamonu na polecenie Murada III. Medresa zbudowana za panowania Mehmeda II została rozebrana w XVII wieku, a odbudowano ją w XIX wieku. Resztki pierwszej medresy odkryto natomiast w czasie wykopalisk w 1982. Ze względu na powstanie budowli jako świątyni chrześcijańskiej mihrab jest odchylony o 10° od osi budynku, by mógł wskazywać położenie Mekki.
W latach 1847–1849 miał miejsce gruntowny remont, prowadzony pod nadzorem szwajcarskich architektów, braci Giuseppe i Gasparego Fossati. W czasie prac odsłonięto i odrysowano zachowane mozaiki, po czym zatynkowano je z powrotem. Bracia Fossati w czasie prac remontowych pozbawili mozaiki serafinów ich twarzy, a także odtworzyli dwie z czterech oryginalnych mozaik, które nie zachowały się do tamtych czasów. W czasie tego remontu dodano także osiem wielkich medalionów z kaligrafią arabską, które Kazasker Izzet Efendi wykonał w miejsce starszych medialionów.
W 1894 Hagia Sophia poważnie ucierpiała w trzęsieniu ziemi, które zniszczyło część dekoracji.
Po upadku imperium osmańskiego Turcja stała się świecką republiką. W związku z tym Mustafa Kemal Atatürk w 1934 polecił, aby świątynia, która przez 916 lat służyła chrześcijanom, a przez 481 lat muzułmanom, została zmieniona w muzeum. Z posadzki zdjęto wówczas dywany, a ze ścian tynk, odsłaniając niektóre mozaiki. Odsłonięte zostały głównie mozaiki w górnych galeriach, natomiast te w głównej nawie pozostały w większości zakryte. W 2009 usunięto metalowe gwiazdy zasłaniające twarze dwóch serafinów.
W 1979 podczas swojej pielgrzymki do Turcji Hagię Sofię odwiedził papież Jan Paweł II, w 2006 papież Benedykt XVI, a w 2014 uczynił to papież Franciszek.
W 2016, po raz pierwszy od dokonania w 1935 ustawowej sekularyzacji świątyni, muezin zaintonował w jej wnętrzu ezan, wezwanie muzułmanów do modlitwy. Wydarzenie było transmitowane na żywo przez telewizję państwową TRT. Przyjmuje się, że odejście od świeckości muzeum nastąpiło na polecenie prezydenta Recepa Erdoğana.
W lipcu 2020 sąd administracyjny w Turcji unieważnił dekret z 1934, przekształcający Hagię Sofię w muzeum. Po tej decyzji prezydent tego kraju wydał dokument stwierdzający, że od 24 lipca miejsce to na nowo będzie pełniło funkcję meczetu, czyli miejsca modlitwy muzułmanów. Przeciwko takiej decyzji protestowały władze USA, Francji i Grecji, a także Hieronim II, zwierzchnik greckiego Kościoła prawosławnego oraz Ekumeniczny Patriarcha Konstantynopola Bartłomiej I, duchowy zwierzchnik około 300 milionów prawosławnych na całym świecie. Smutek z powodu tej decyzji wyraził także papież Franciszek. Powodem licznych sprzeciwów w tej sprawie był fakt, że budowla powstała jako świątynia chrześcijańska, która do 1453 była miejscem kultu dla wyznawców chrześcijaństwa wschodniego (od XI w. prawosławnych). W pierwszym nabożeństwie 24 lipca 2020 wzięli udział prezydent Recep Erdoğan i członkowie rządu.

## Opis
Kształt kościoła łączy w sobie cechy bazyliki i budowli na planie centralno-wzdłużnym o wymiarach 71 × 77 m. Centralną część nawy środkowej przykrywa olbrzymia kopuła o średnicy podstawy wynoszącej 31,2 m na krótszej osi, zaś 32,8 m na dłuższej. Wysokość od posadzki do najwyższego punktu kopuły wynosi 55,6 m. Konstrukcja opiera się na czterech potężnych filarach, umieszczonych w narożach kwadratu, oraz 107 kolumnach. W wyznaczony przez filary kwadrat zostało wpisane koło – plan podstawy kopuły. Obciążenia przenoszone są przez cztery pendentywy. Jest to rozwiązanie typowe dla architektury bizantyjskiej. Wszystkie wcześniejsze kopuły opierały się całym obwodem na masywnych murach. Wprowadzona innowacja wywołała iluzję zawieszenia kopuły w powietrzu. Od wschodu i zachodu do kopuły przylegają dwie mniejsze półkopuły, przykrywające pozostałą powierzchnię nawy głównej. Jednocześnie wspierają one kopułę centralną. Filary wzmacniają dwie pary przypór, zbudowanych od południa i północy. Od zewnątrz kopuły zasłonięte są bębnami, w których umieszczono szeregi okien oświetlających wnętrze kościoła.
Oś wschód – zachód podkreślają podwójne rzędy kolumn, oddzielające nawy boczne z emporami od nawy głównej (naosu). Pod półkopułami nawy boczne od nawy głównej oddzielają także półkoliste eksedry. Nawy przykryto sklepieniami krzyżowymi a kolumny połączono arkadami. Kościół poprzedzają dwa narteksy – wewnętrzny i zewnętrzny otwarty na prostokątne portykowe atrium. Ma ono wymiary ok. 60 × 40 m. W środku atrium znajdowała się niegdyś fontanna, zaś prowadzącymi stąd schodami dochodziło się do licznych wejść w fasadzie kościoła.
Do budowy kościoła użyto wielu drogich materiałów. Posadzki i bazy kolumn wykonano z ciemnoszarego marmuru. Do wykonania kolumn zastosowano w większości zielony marmur. Od nawy głównej eskedry oddzielone są kolumnami z czerwonego porfiru będące elementami spolium. Kapitele kolumn, nadłucza arkad i gzymsy oplata misterny relief o motywach roślinnych i geometrycznych. Wnętrze kopuły pokrywała złota mozaika, a na pendentywach umieszczono wielkie postacie cherubinów. Bogate było także wyposażenie kościoła. Według Anny Rózyckiej-Bryzek, składały się na nie:

(...)Pierwotne wyposażenie apsydy stanowił syntronon, ołtarz z cyborium o dachu piramidalnym, marmurowy templon znacznie wysunięty ku nawie, zdobny srebrnymi blachami na architrawie, zapewne z wyobrażeniem deesis, oraz solea wiodąca do świętych drzwi templonu do usytuowanej pod kopułą ambony, najpewniej eliptycznej z dwoma biegami schodów, również ozdobionymi srebrnymi płytami.(...)

7 maja 558 roku kopuła zawaliła się podczas trzęsienia ziemi. Budowla została wzniesiona w szybkim tempie i na granicy wytrzymałości materiałów. Możliwe, że pośpiech spowodował zbyt szybkie obciążenie niewyschniętej zaprawy łączącej warstwy cegieł. Kopułę odbudował, jednocześnie ją podwyższając, Izydor Młodszy, bratanek Izydora z Miletu (prace zakończono w 563). Wewnątrz kopuły umieszczono krzyż, który później zastąpił wizerunek Chrystusa.
Więcej zmian wprowadzono po przekształceniu kościoła w meczet. Dodano wtedy wysokie minarety i liczne mauzolea, otaczające budowlę. Usunięto część mozaik i fresków, a pozostałe zamalowano. Z okresu osmańskiego pochodzi również osiem drewnianych medalionów, zawieszonych u podstawy kolumny. Są to doskonałe przykłady kaligrafii islamskiej. Umieszczono na nich osiem imion: Allaha, Mahometa, czterech pierwszych kalifów: Abu Bakra, Umara, Uthmana i Alego oraz dwóch wnuków Mahometa: Hasana i Husajna. W XVI wieku przywieziono z Miletu i ustawiono w świątyni dwa olbrzymie naczynia marmurowe, w których prawdopodobnie przechowywano oliwę do lamp.
W 1934, gdy meczet przekształcono w muzeum, rozpoczęto prace związane z odsłonięciem pierwotnego wystroju budynku.

### Mozaiki

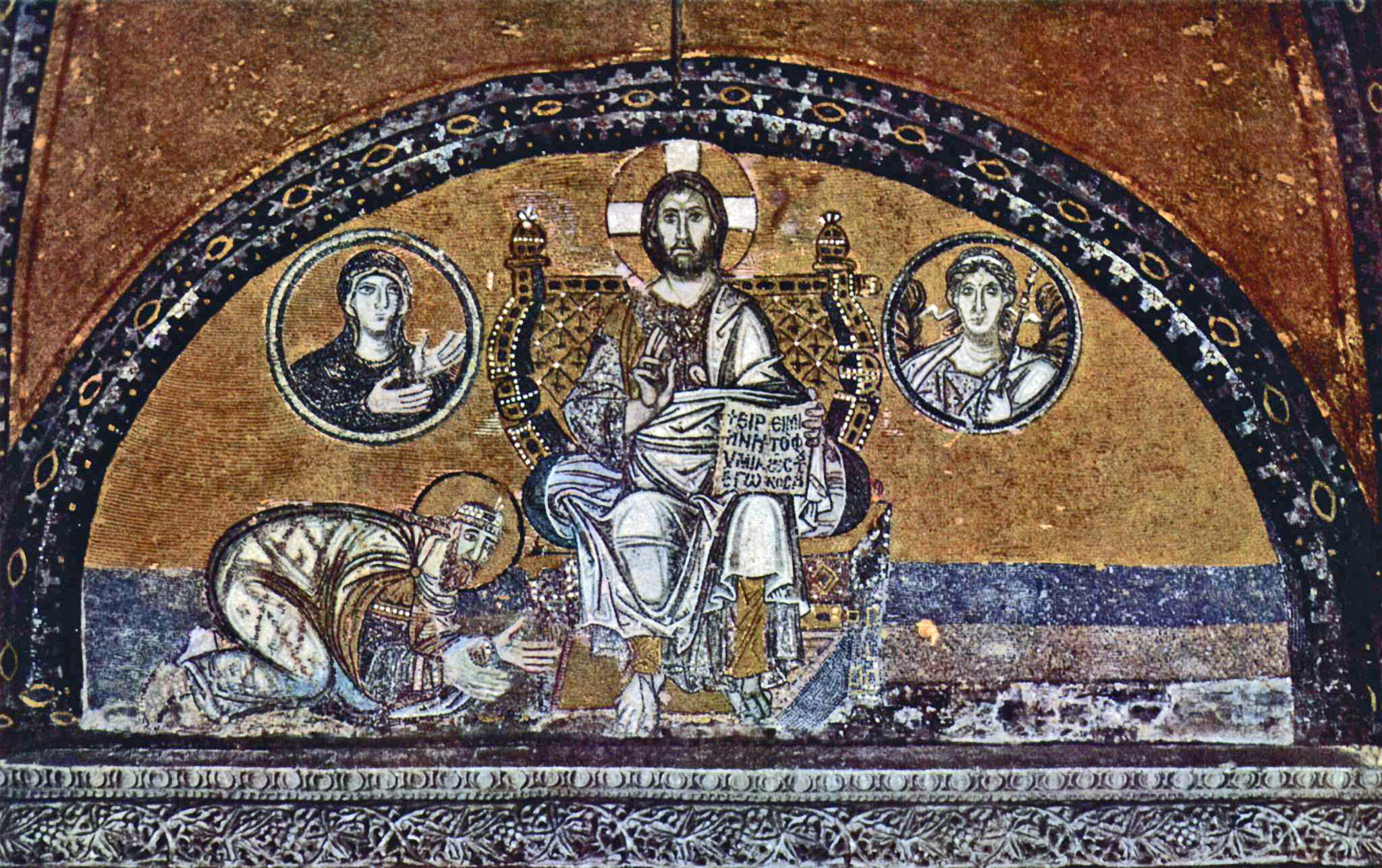
Pantokrator w wewnętrznym narteksie nad Bramą Cesarską
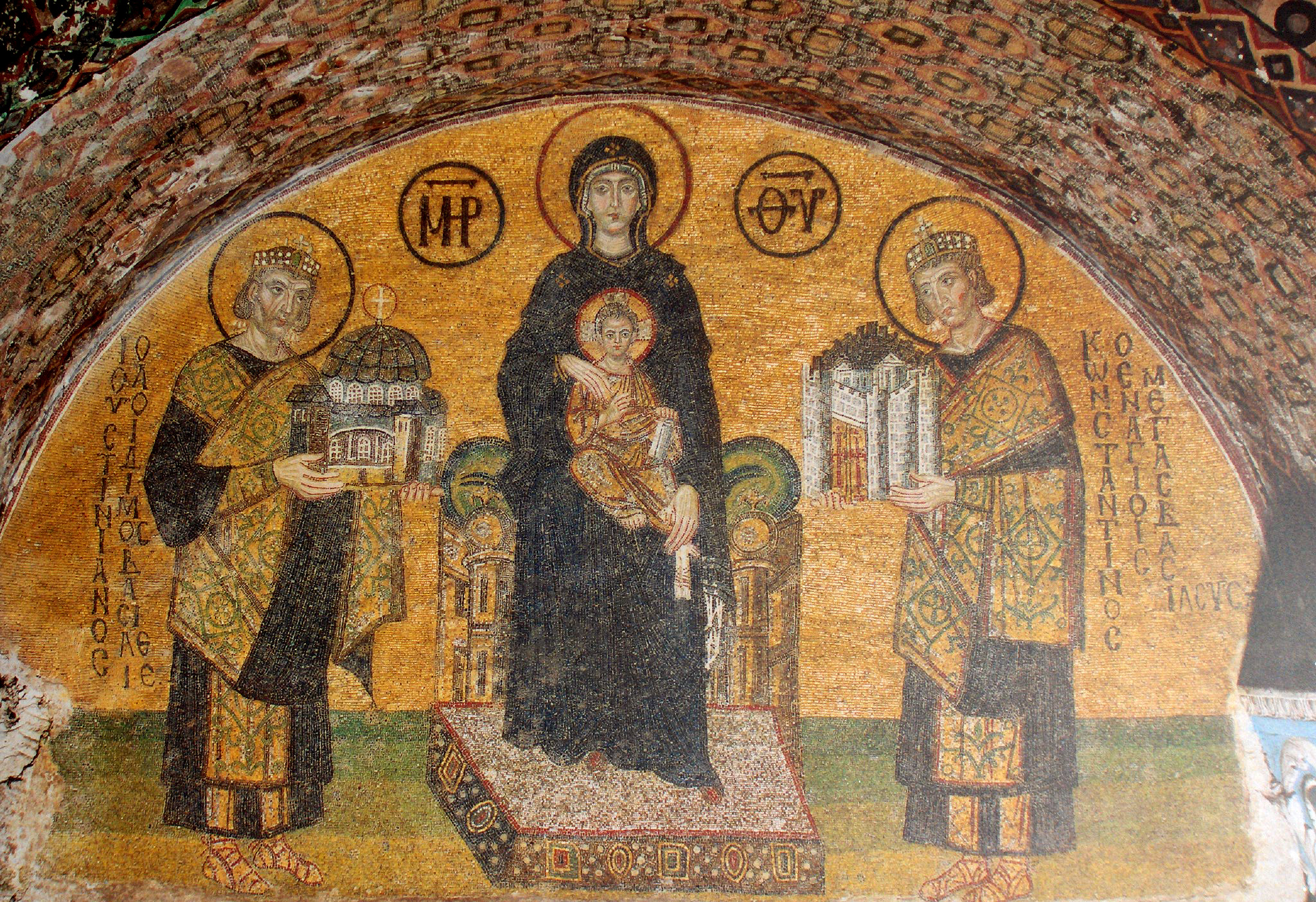
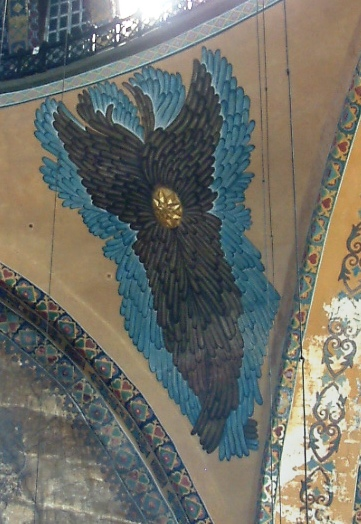
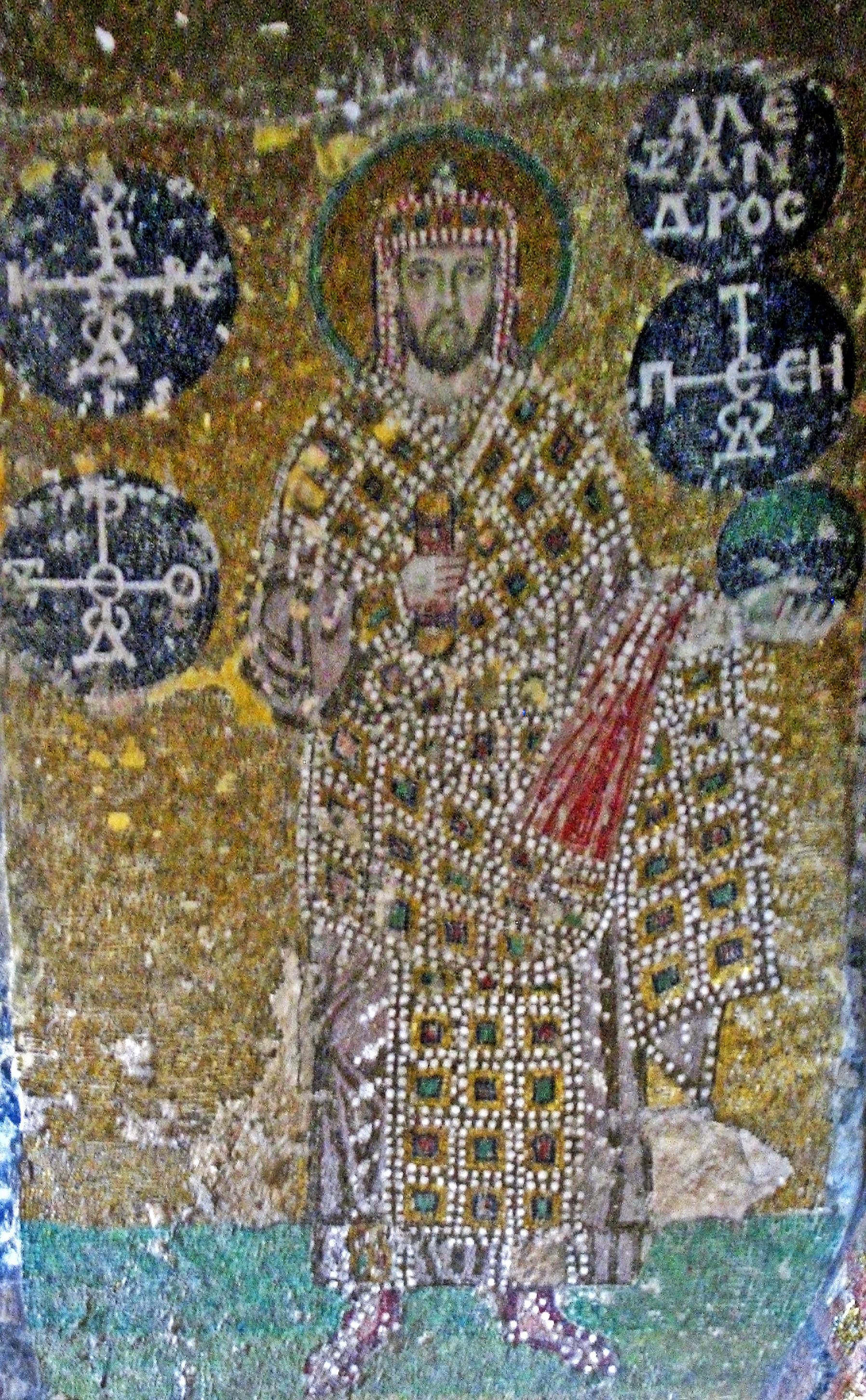
Cesarz Aleksander
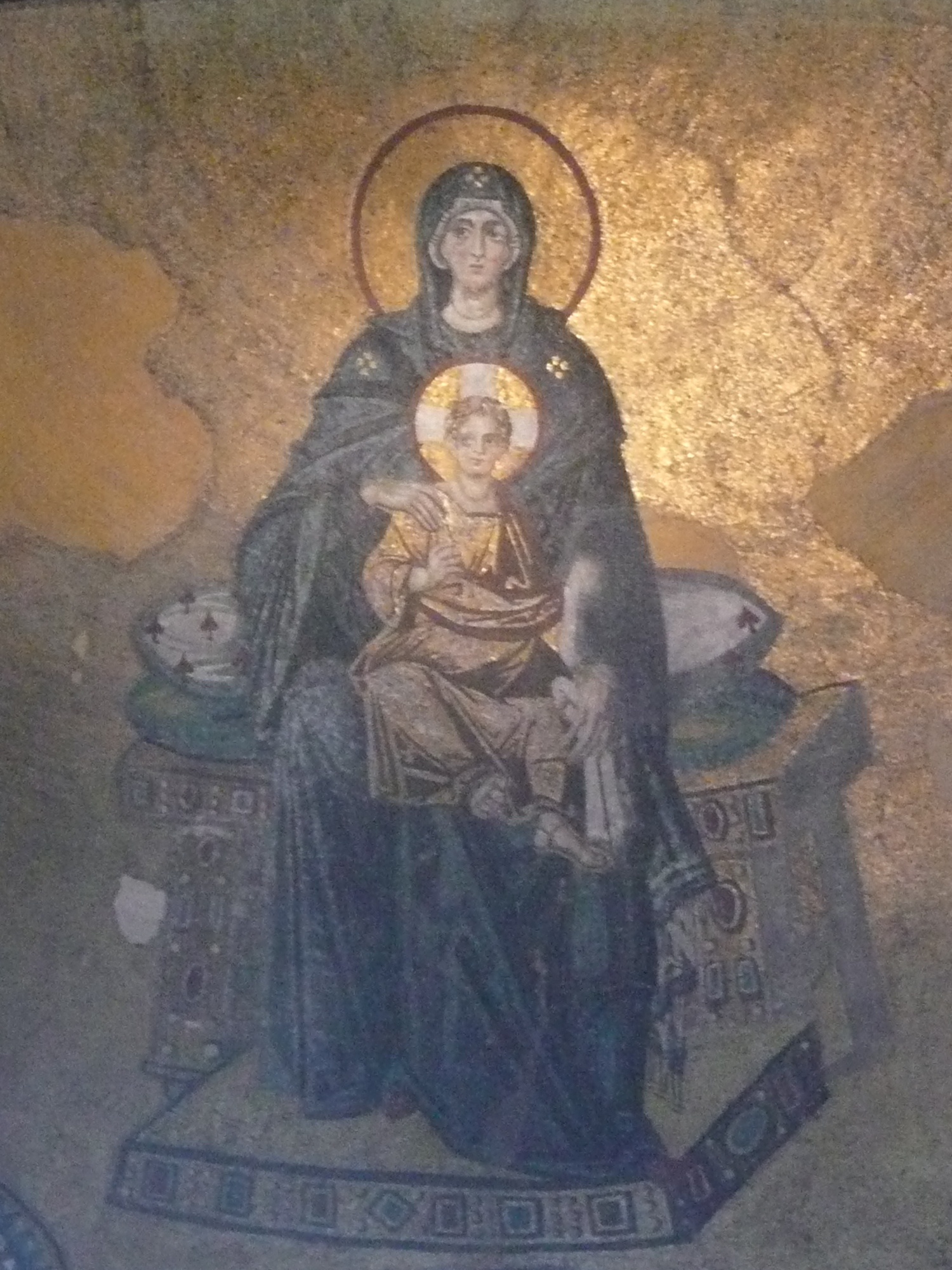
Matka Boska z Dzieciątkiem w głównej absydzie
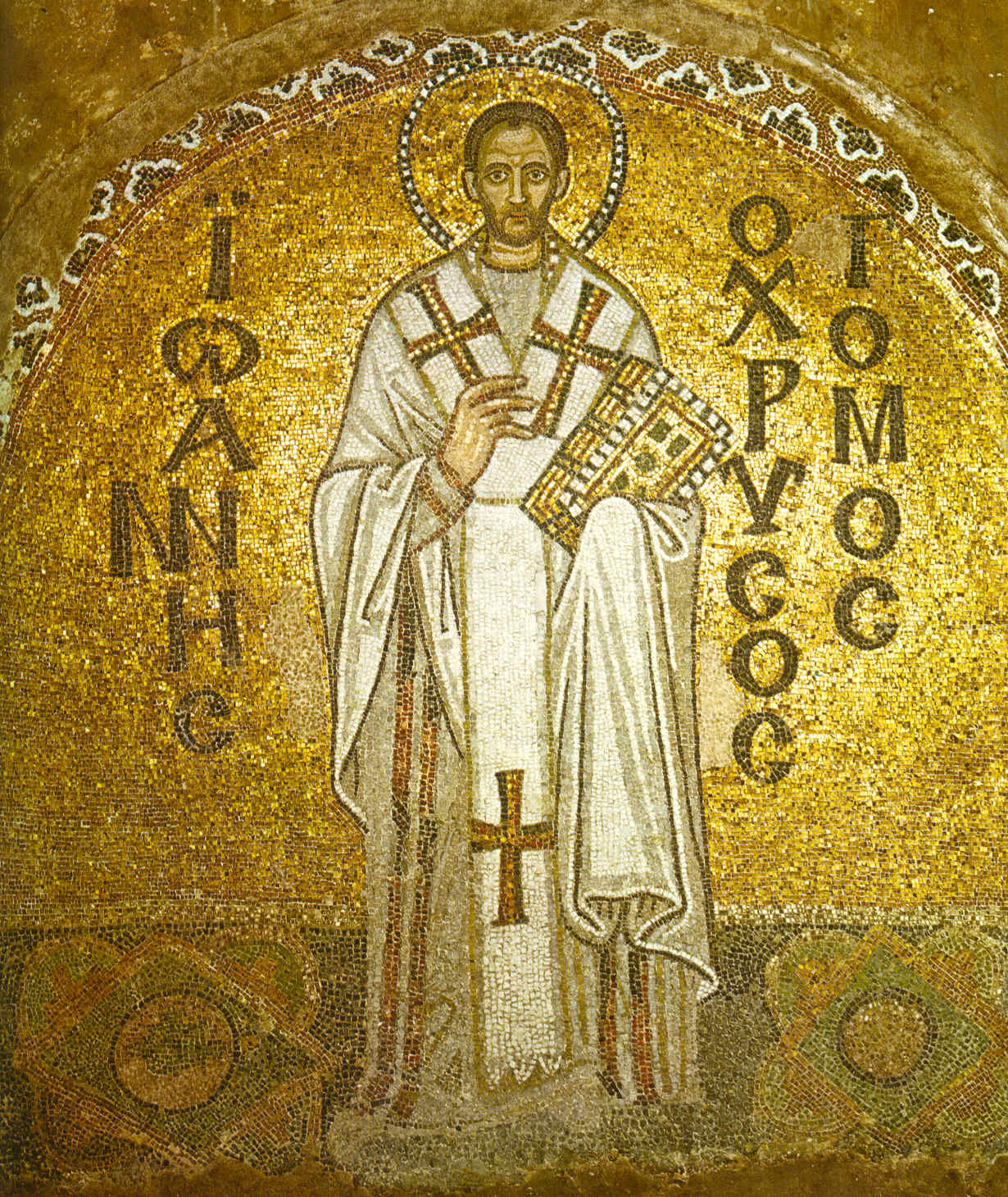
Święty Jan Chryzostom
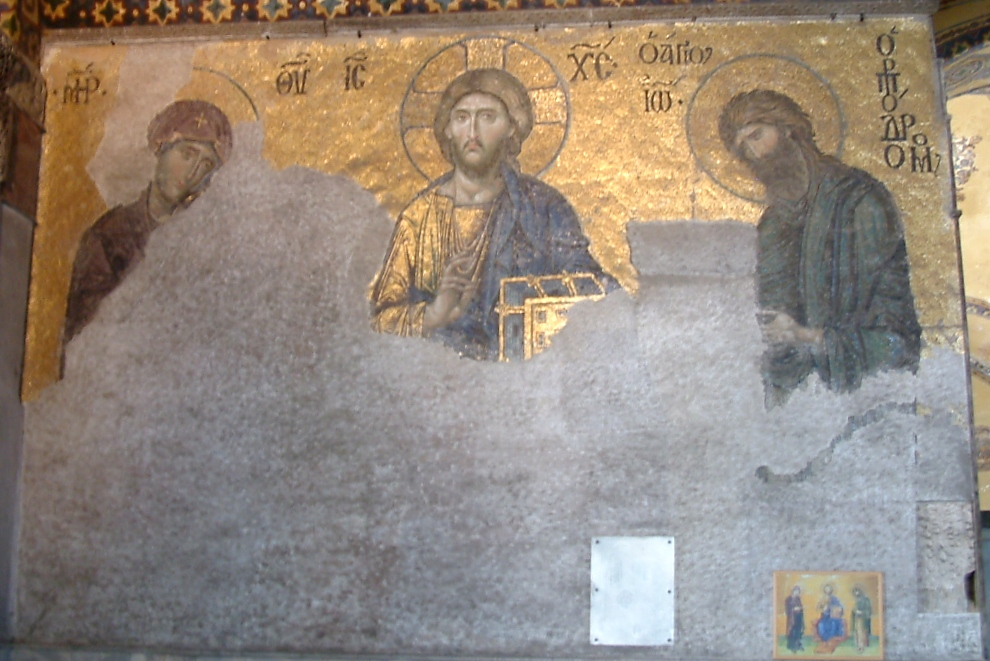
Całość mozaiki
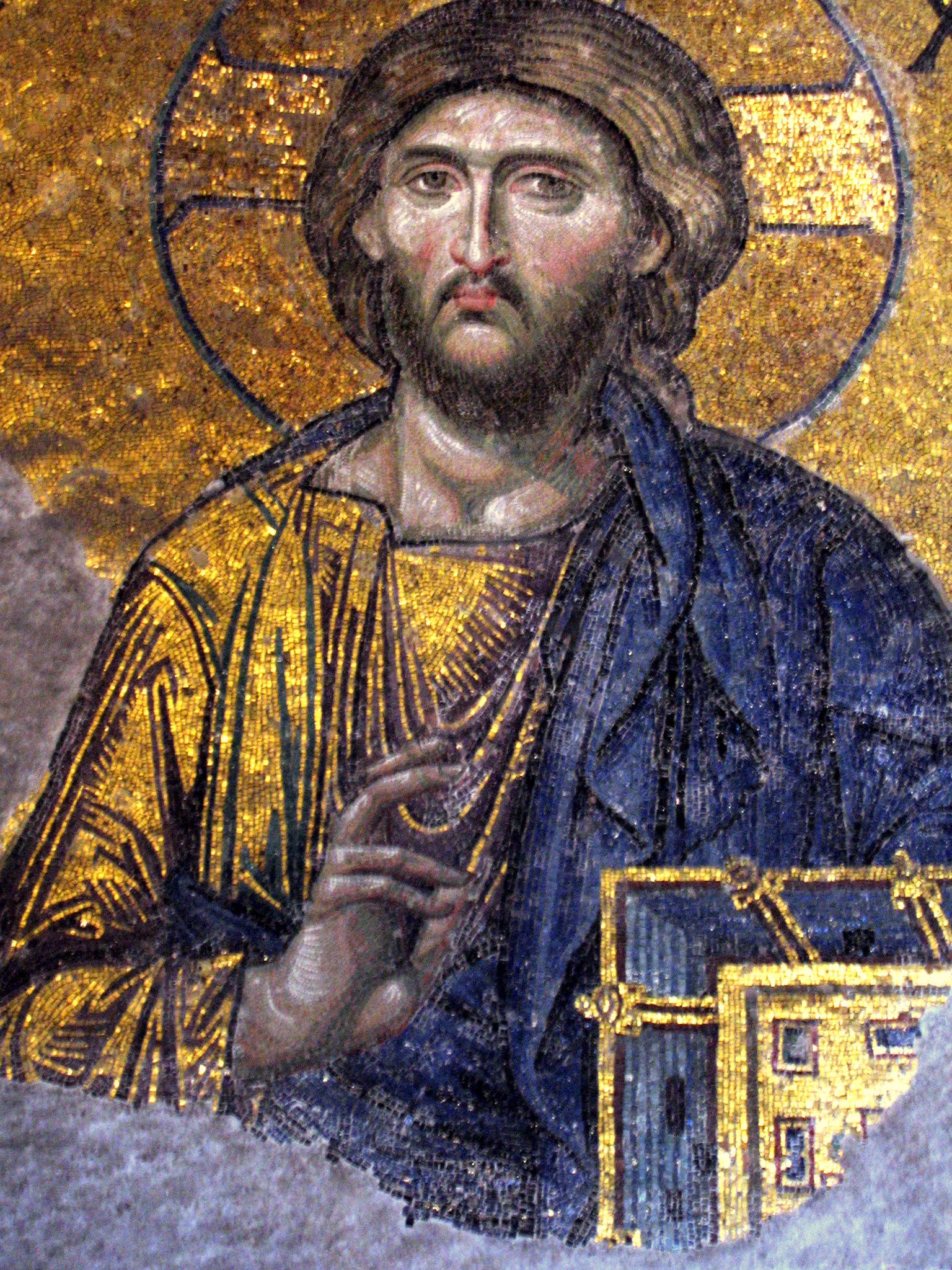
Pantokrator
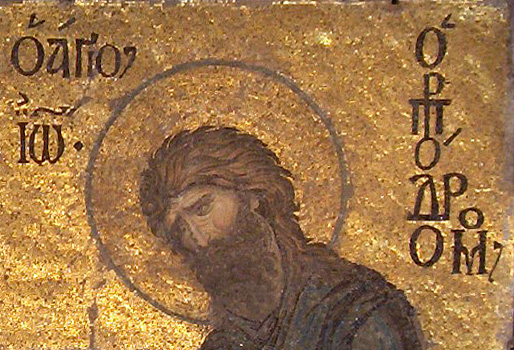
Jan Chrzciciel
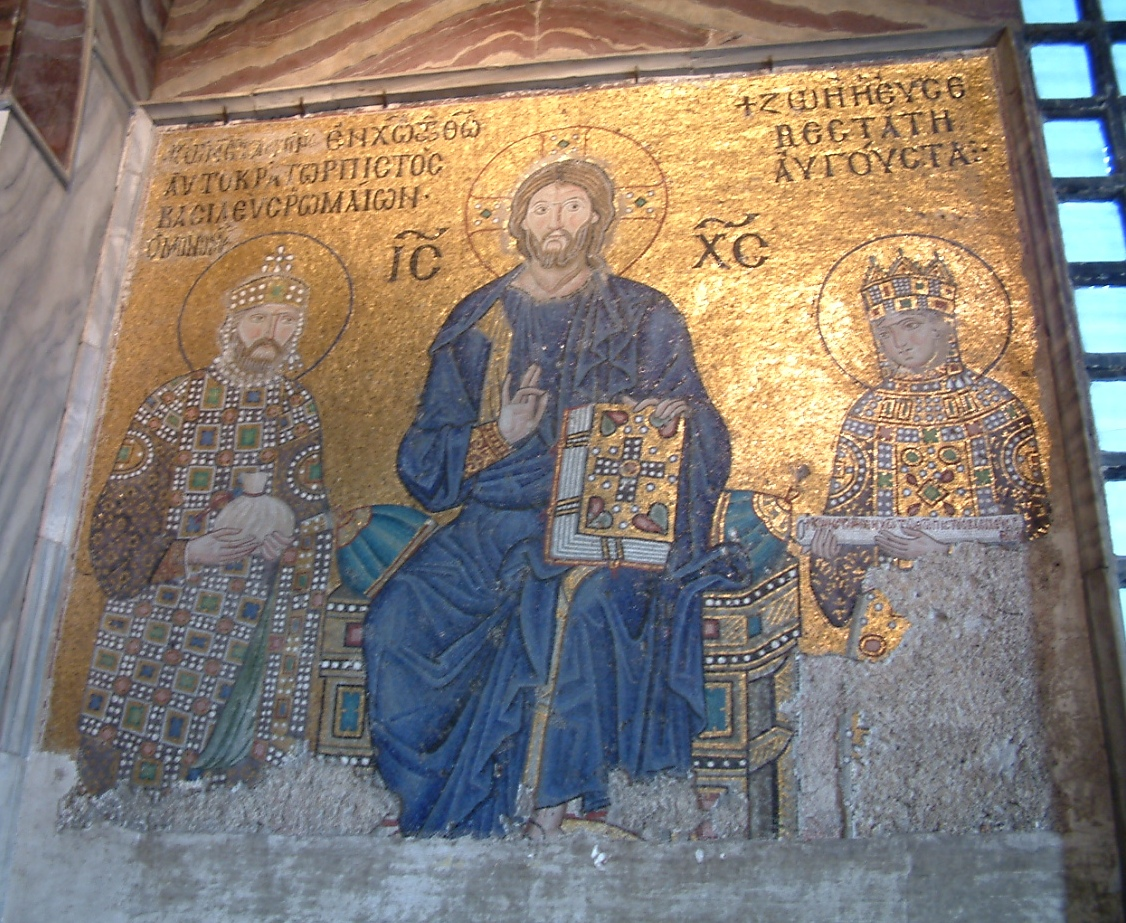
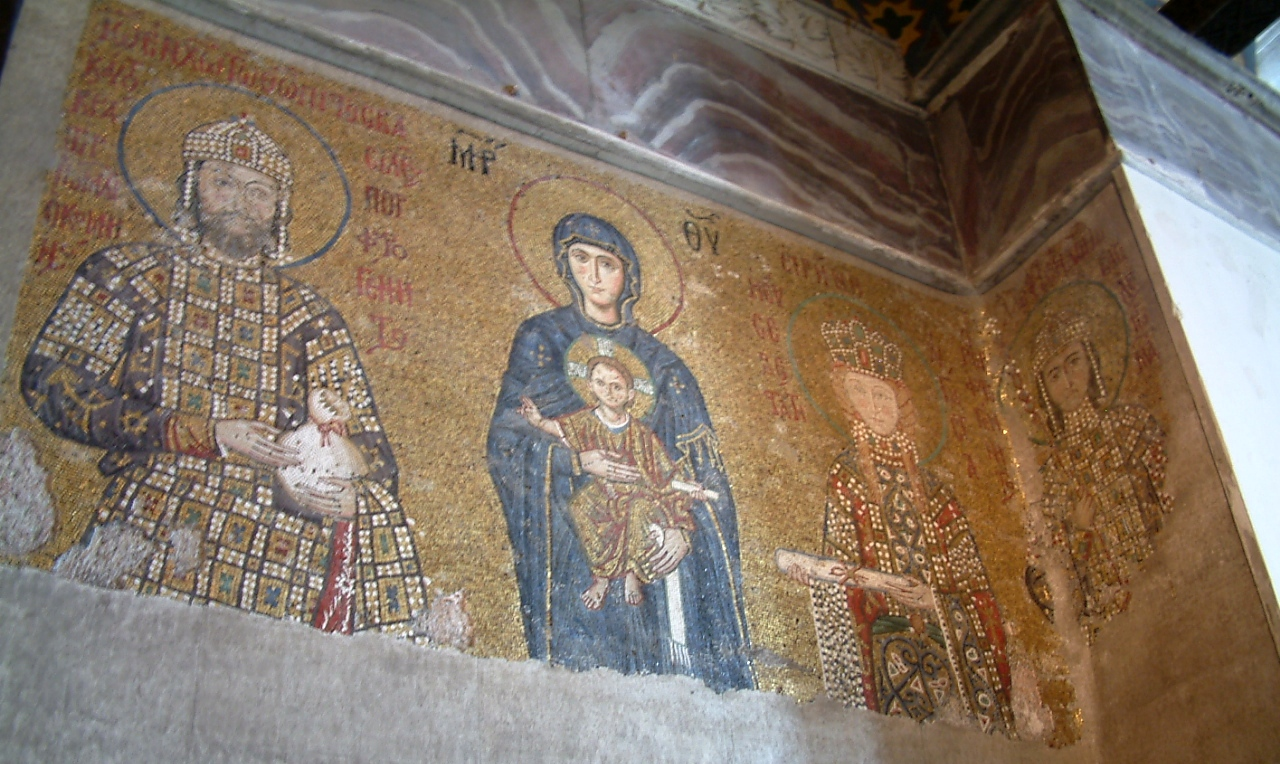
Całość mozaiki
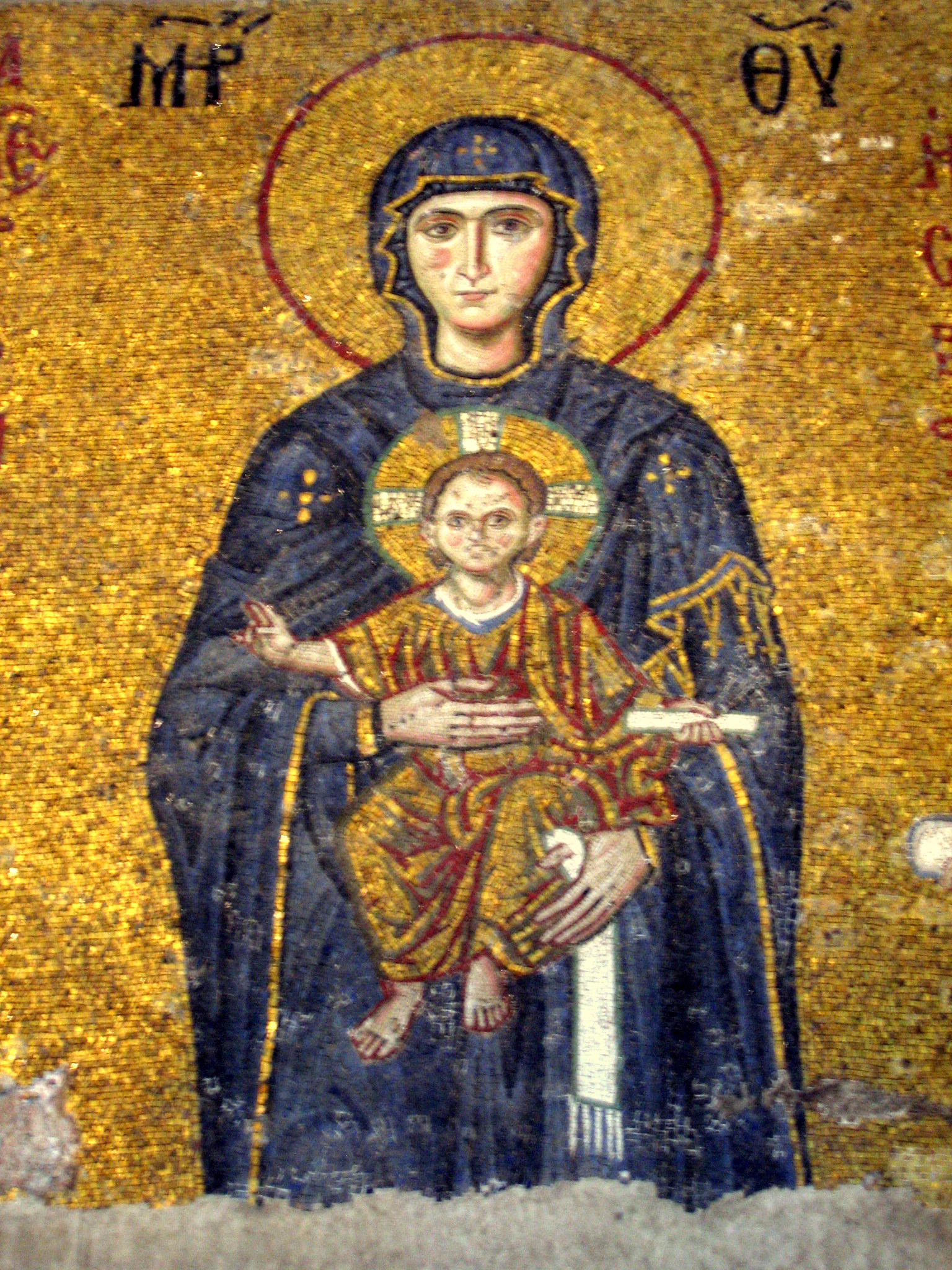
Maryja z Dzieciątkiem
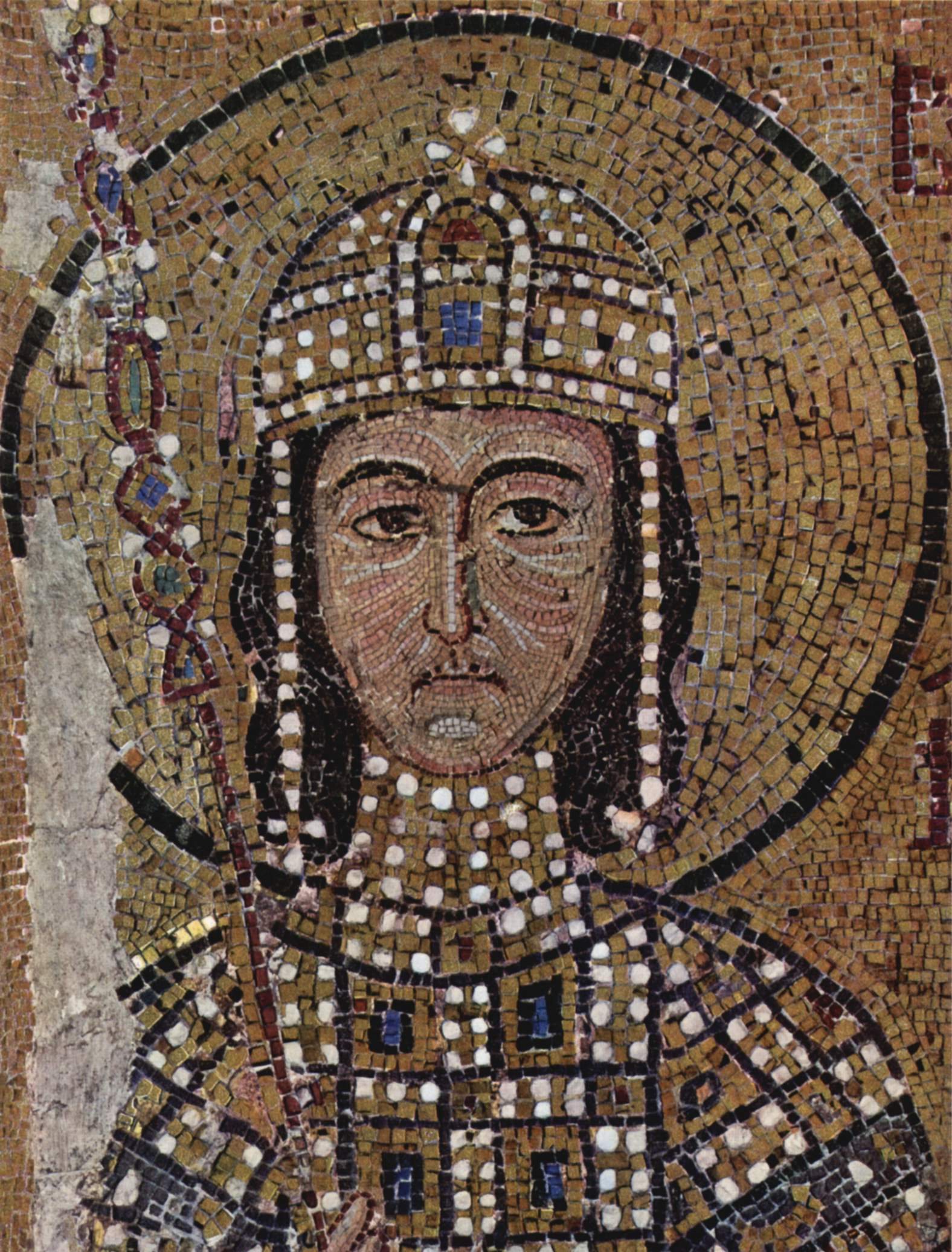
Umieszczony za załomem Aleksy

Większość z istniejących obecnie mozaik powstała po okresie ikonoklazmu. Najpiękniejszymi są:
- Mozaika w tympanonie bramy cesarskiej.

Znajdująca się w wewnętrznym narteksie nad bramą cesarską mozaika, pochodzi z końca IX lub początku X wieku. Przedstawia ona Chrystusa Pantokratora, siedzącego na wysadzanym klejnotami tronie. Prawą ręką udziela On błogosławieństwa natomiast w lewej trzyma otwartą księgę. Widnieje w niej następująca inskrypcja „Pokój z Tobą, Ja jestem światłością świata”, pochodząca z ewangelii świętego Jana. U stóp Chrystusa klęczy cesarz Leon VI Filozof. W medalionach po bokach Jezusa znajdują się wizerunki Najświętszej Marii Panny i Archanioła Gabriela. Mozaika ta symbolizuje wieczną władzę nadaną przez Chrystusa Cesarzom bizantyńskim.
- Mozaika nad wejściem południowo-zachodnim.

Ta pochodząca z 944 mozaika została ponownie odkryta w 1849 przez braci Fossatich w trakcie wykonywanego przez nich remontu świątyni. Znajduje się ona w wewnętrznym narteksie, nad wejściem południowo-zachodnim, naprzeciw mozaiki Pantokratora z cesarzem Leonem VI. Matka Boża siedzi na tronie bez oparcia, jej stopy zaś opierają się o piedestał wysadzany drogimi kamieniami. Dzieciątko Jezus siedzi na jej kolanie udzielając prawą ręką błogosławieństwa, a w lewej trzymając zwój. Postacie te otacza dwóch cesarzy. Po lewej stoi Konstantyn I Wielki, który prezentuje Maryi model nowego miasta – Konstantynopola – po prawej zaś Justynian I Wielki prezentujący model Hagii Sophii.
- Wizerunki serafów w galerii.

W pendentywach znajdują się, pozbawione obecnie twarzy, wizerunki serafów. Zostały one odnowione w 1849 przez braci Fossati. Oni też zamalowali twarze aniołów. Obecnie w kościele znajdują się cztery wyobrażenia serafinów. Jednakże dwa z nich to namalowane przez braci Fossatich rekonstrukcje, gdyż oryginalne mozaiki nie zachowały się prawie wcale.
- Mozaika cesarza Aleksandra.

Mozaika przedstawiająca cesarza Aleksandra nie jest łatwa do odnalezienia dla osób po raz pierwszy odwiedzających Hagia Sophię. Została ona umieszczona na drugim piętrze w zacienionym narożniku sklepienia. Przedstawia ona cesarza Aleksandra w pełnym majestacie. Władca trzyma zwój w swojej prawej ręce natomiast w lewej jabłko królewskie. Rysunek sporządzony przez braci Fossatich dowodzi, że mozaika ta dotrwała do 1849. Na tej podstawie Thomas Whittemore, założyciel Amerykańskiego Instytutu Bizantologii, który wykonywał prace konserwatorskie przy mozaikach, przyjął, że została ona zniszczona przez trzęsienie ziemi w 1894. Jednakże osiem lat po jego śmierci – w 1958, mozaika ta została odnaleziona, głównie dzięki pracy badawczej Roberta Van Nice. W przeciwieństwie do większości innych mozaik, które po upadku Konstantynopola w 1453 zostały pokryte warstwą gipsu, mozaika przedstawiająca cesarza Aleksandra została dokładnie zamalowana. Utrudniło to znacznie jej odnalezienie, gdyż miejsce to nie wyróżniało się szczególnie od otoczenia. Mozaika została oczyszczona przez następcę Whittemora w Amerykańskim Instytucie Bizantologii – Ernesta J.W. Underwooda.
- Mozaika w apsydzie głównej.

W sklepieniu głównej absydy znajduje się wizerunek Matki Bożej z Dzieciątkiem Jezus. Jest to pierwsza mozaika jak powstała w kościele po zakończeniu okresu ikonoklazmu. Została ona odsłonięta 29 marca 867 przez patriarchę Konstantynopola, Focjusza I Wielkiego, oraz dwóch współpanujących cesarzy: Michała III i Bazylego I. Uważa się, że jest to rekonstrukcja wcześniejszej, pochodzącej z VI wieku mozaiki, która została zniszczona w okresie ikonoklazmu. Maria siedzi na tronie bez oparcia, nogi trzyma na piedestale. Tak tron, jak i piedestał ozdobione są drogimi kamieniami. Prawa dłoń Maryi spoczywa na prawym kolanie, zaś lewą przytrzymuje Jezusa, który gestem ręki udziela błogosławieństwa. Jak pisze Anna Różycka-Bryzek, mozaika ta świadczy o trwaniu nurtu klasycznego w sztuce konstantynopolitańskiej tego okresu.
- Mozaiki w północnym tympanonie.

Mozaiki północnego tympanonu przedstawiają różnych świętych. Zdołały dotrwać do naszych czasów dzięki swojemu położeniu, znacznie utrudniającemu dostępność. Dwaj święci: Jan Chryzostom i Patriarcha Ignacy I stoją odziani w białe szaty pokryte złotymi krzyżami, trzymając w rękach wysadzane drogimi kamieniami Pismo Święte. Dookoła postaci widnieją ich imiona zapisane po grecku. Mozaiki w innych tympanonach nie dotrwały niestety do naszych czasów. Prawdopodobną tego przyczyną są liczne trzęsienia ziemi, które nawiedzały miasto w ostatnich stuleciach.
- Mozaika Deesis

Deesis (po grecku 'Δέησις', co oznacza modlitwa). Mozaika znajduje się na galerii katedry. Pochodzi ona z XIII wieku. Została stworzona aby upamiętnić koniec użytkowania świątyni przez katolików, który trwał od 1204 do 1261. Mozaika przedstawia Chrystusa Pantokratora z Najświętszą Marią Panną po lewej i Janem Chrzcicielem po prawej stronie. Uważa się, że jest ona jednym z pierwszych przykładów renesansu bizantyńskiego.
- Mozaika cesarzowej Zoe.

„Mozaika cesarzowej Zoe” z XI wieku znajduje się w południowej galerii. W centralnej części mozaiki przedstawiono Chrystusa Pantokratora. Po lewej stronie umieszczono wizerunek cesarza Konstantyna IX Monomacha ofiarującego Jezusowi worek kosztowności. Po prawej stronie przedstawiono cesarzową Zoe trzymającą zwój. Ponad głową cesarza widnieje inskrypcja głosząca: „Konstantyn Monomach, pobożny władca Rzymian oraz sługa jedynego Boga Jezusa”. Również nad głową cesarzowej znajduje się inskrypcja o treści: „Wielce pobożna cesarzowa Zoe”.
- Mozaika Komnenów.

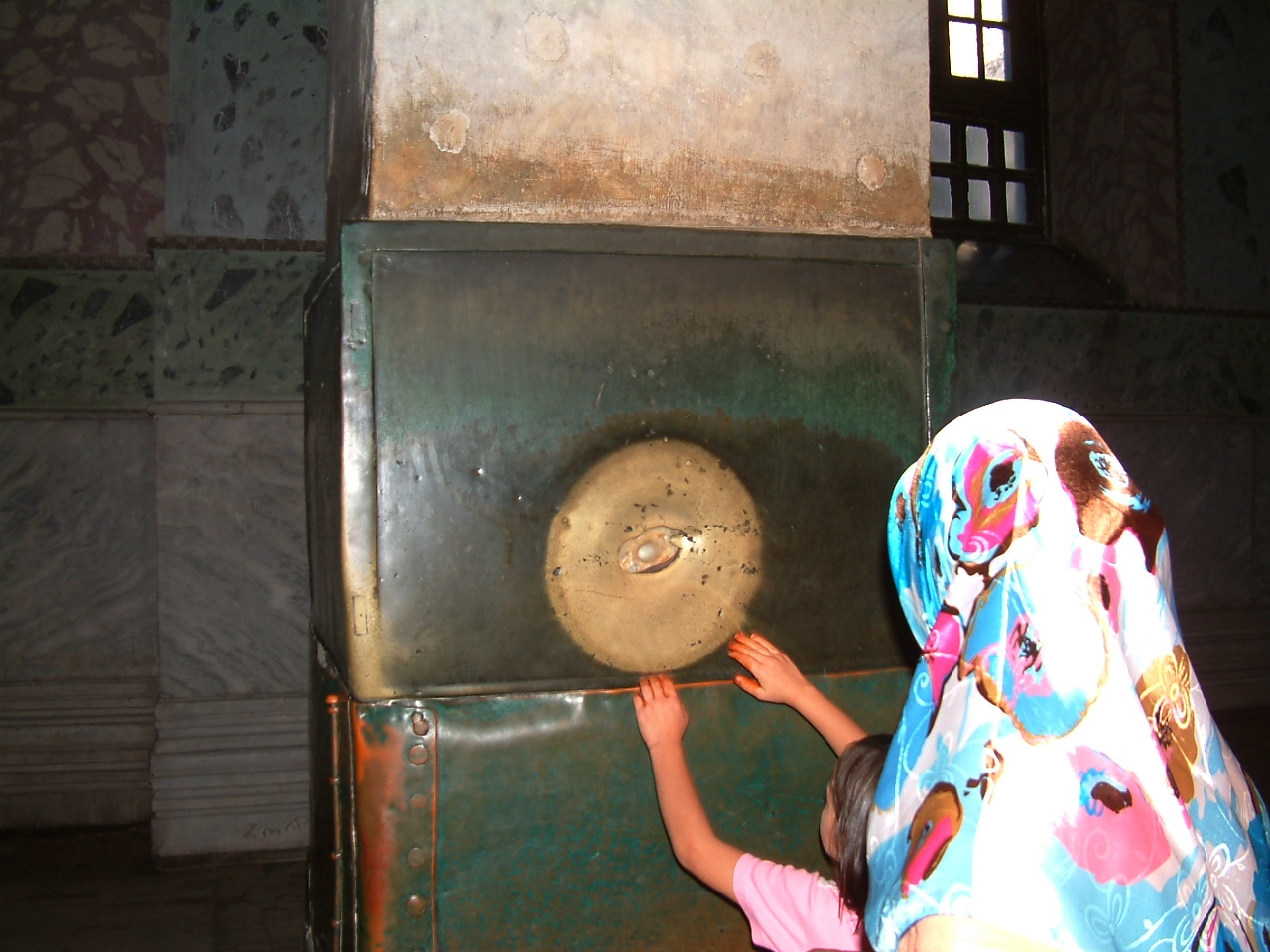
„Płacząca” kolumna

Na prawo od Mozaiki Zoe znajduje się pochodzące z 1122 przedstawienie Matki Boskiej z Dzieciątkiem w otoczeniu cesarza Jana II Komnena (po lewej) oraz jego żony Ireny. Cesarz trzyma w dłoniach woreczek prochu (symbol przemijania), natomiast cesarzowa zwój z proroctwem (akakię). Na prawo od nich, za załomem, widnieje ich syn Aleksy.

## Legendy
Najbardziej znana kolumna kościoła zwana jest „płaczącą” lub „pocącą się”. Na niej umieszczona jest stela Grzegorza Cudotwórcy.
Z kolumną wiąże się legenda. W „płaczącej” kolumnie znajduje się otwór, w który można włożyć kciuk. Jeśli pozostałymi palcami jesteśmy w stanie wykonać pełny obrót o 360°, a kciuk będzie lekko wilgotny, spełni się nasze życzenie.

## Wpływ
Budowla stała się wzorem dla nowożytnych budowniczych meczetów. Bardzo wyraźnym podobieństwem w samym tylko Stambule cechują się:
- Meczet Sulejmana
- Błękitny Meczet
- Meczet Bajazyda II
- Nowy Meczet
- Meczet Sultan Eyüp
- Meczet Fatih
- Meczet Ortaköy
- Meczet Nuruosmaniye
- Meczet Rüstema Paszy
- Meczet Dolmabahçe

Kościół był również wzorem dla świątyń prawosławnych i innych obrządków wschodnich.